# Lacunaquartier

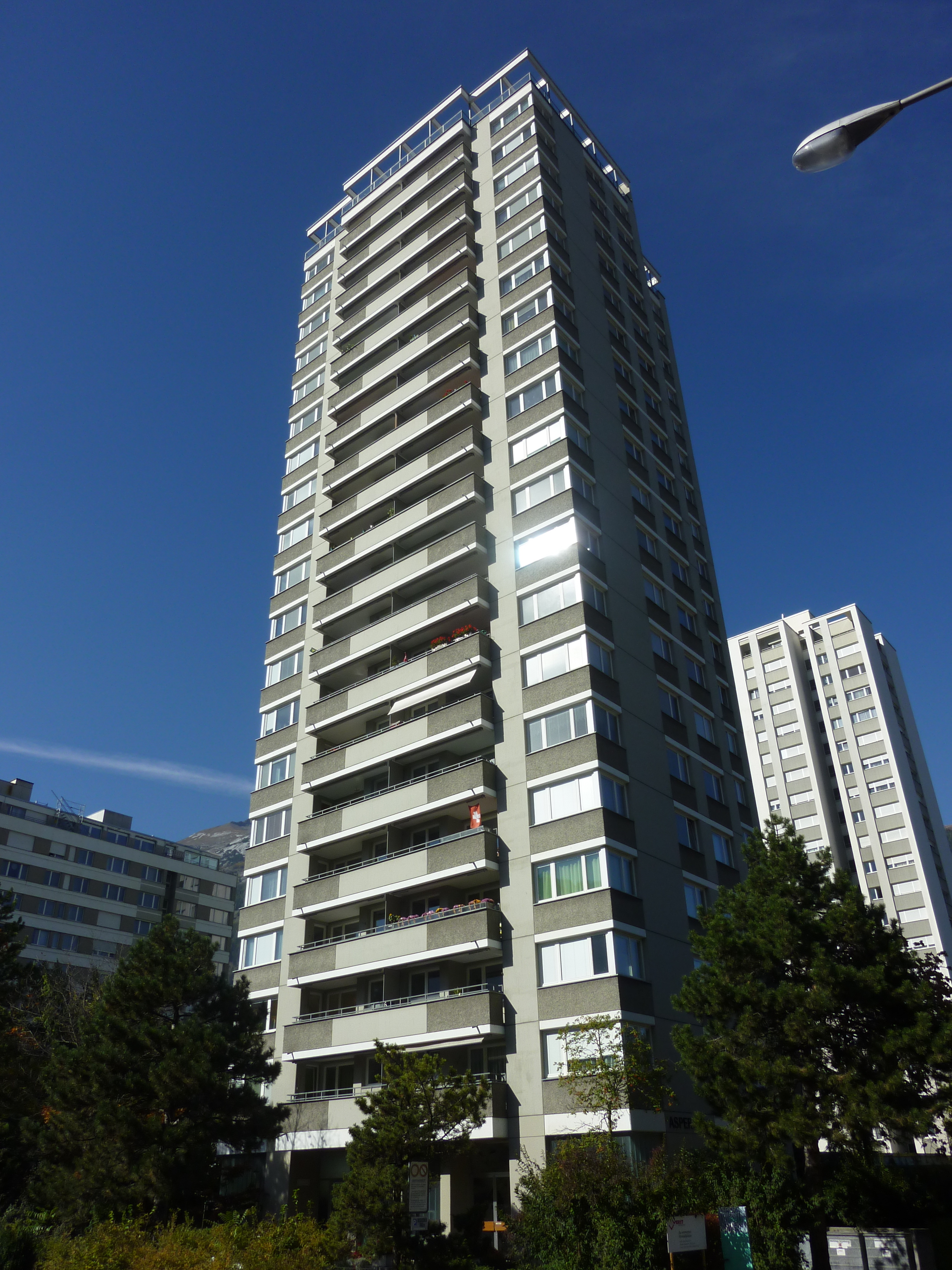
Häuser im Lacunaquartier

Das Quartier Lacuna ist ein Ortsteil im Nordosten der Stadt Chur im schweizerischen Kanton Graubünden. Es grenzt an die Quartiere Giacometti, Tittwiesen, Dreibünden und Wiesental.
Charakteristisch für das Quartier sind die von Thomas Domenig entworfenen Hochhäuser. Lacuna I entstand zwischen 1964 und 1972, Lacuna II zwischen 1972 und 1981. Es handelt sich um eine der grössten auf privater Basis erstellten Überbauungen der Schweiz. Das Lacunahochhaus mit 24 Stockwerken ist das höchste bewohnbare Gebäude des Kantons. Abgegrenzt wird das Quartier im Westen durch die Tittwiesenstrasse, im Osten durch die Aspermontstrasse, im Norden durch die Giacomettistrasse und im Süden durch die Ringstrasse.
Das Lacunaquartier ist nochmals in drei kleinere Quartiere unterteilt: Zentral-Lacuna im westlichen Zentrum, Lachen im Norden und Belmont im Süden. Das Schulhaus «Lachen» ist eines der modernsten in Chur und zugleich das Primarschulhaus mit der grössten Schülerzahl der Stadt.
Im Lacunaquartier befindet sich auch das Kulturforum Würth Chur.

## Auszeichnungen
- 2019: im Rahmen der Kampagne «52 beste Bauten – Baukultur Graubünden 1950–2000» erkor der Bündner Heimatschutz das von Thomas und Thomas Domenig 1972 entworfene Lacuna Quartier in Chur als eines der besten Bündner Bauwerke[3]